# 太王
太王（たいおう、태왕）は、神王（신왕）、聖上（성상）などと一緒に高句麗の君主を称える称号である。新羅でもこの称号を使用した痕跡がある。

## 歴史上の太王

### 高句麗
高句麗人は高句麗が天下の中心であると考えた。ゴーグル 恐れが上記のようなチョンハグァンを持ったという根拠は様々な遺跡と遺物、 金石文の材料で見つけることができる。好太王碑、すべてのルー墓誌銘 などでは、第1代東明聖王が皇天、すなわち天の子であり、日月の子であり、河伯の外孫という言葉で表現した。高句麗で使用された太王、新王、聖上等の称号はすべて「王の中の王」という意味で、中原文明圏の皇帝、流木文明圏のハーン、単于などと一緒に高句麗文明圏の最高支配者を意味する。高麗時代の解凍穿刺の世界観は、すでに高句麗時代からあったと見ることができた高句麗文明圏の新羅が高句麗との依存関係で友魚や元号を使用した法興王時 に太王称号を使用したことでも知ることができる。
高句麗の太王の称号が使われた時期は、好太王と長寿王、文咨明王時は明らかである。しかし、考古学的に太王称号 が最初に登場する時はすべてのルー墓誌銘に出てきた高句麗の16代君主である故国原王の時からす。 19代君主である好太王は、すなわち、ウィハルときに「永楽」という元号を使用し。好太王雨の碑文では、君主を太王と称された。
三国史記に文咨明王は、明治上好王、安原王は、安岡上好王、安臧王は、陽江上好王、平原王は、平崗上好王にも称するは、基ロックを見ると、やはり太王を称したことが分かる。「太王」という呼称 に「好」という美称を付けられた「好太王」の敬称で後代の歴史家が「太」の字を抜いて「好王」と記録したものと思われる。
平原王の子嬰陽王時は、1次隋の高句麗遠征で勝利した全盛期である だけ太王称号が使用されている可能性が高く、次世代の栄留王、宝蔵王時にも使用しているだろうと見る学者もいる。
考古学、文献社学的に証明が可能な高句麗太王称号の存在は、16代故国原王
から26代嬰陽王までである。
太王という名称が出てくる高句麗金石文は次のとおりです:
1. 好太王碑の碑文（414年） [3]
2. 豪雨総出土豪雨人（415年） [4]
3. すべてのルー墓誌銘（5世紀初め） [5]
4. 中原高句麗碑の碑文（5世紀） [6]
5. テワンルン出土煉瓦名青銅鈴（4-5世紀） [7]
6. 研修員ニョンミョンハプオ（451年） [8]

### 新羅
新羅は4世紀末から6世紀初めまで高句麗の影響下にあった。このため、新羅が高句麗の影響から抜け出す起動したとき、当時の支配者であった法興王が自らを太王と称するようになった。 真興王も太王称号を使用したがその後も太王の称号を使用したかどうかは確認が不可能である。しかし読者的な年号を使用した法興王23年（536年）から真徳女王3年（649年）まで太王称号との関係を類推して見ることができる。